# 明法条々勘録
明法条々勘録（みょうほうじょうじょうかんろく）は、鎌倉時代に編纂された法律書。文永4年8月22日（1267年9月11日）に明法博士の中原章澄が公卿の徳大寺実基から受けた法解釈に関する諮問に回答する形で答えた16項目からなる。
かつて興福寺大乗院が旧蔵し、現在国立公文書館の所蔵になっている本が現存する唯一のものである。

## 内容
全16項目のうち、最後の1項目を除いては全て当時の相続やそれに関連した質問となっている。
1. 父母が複数の譲状を作成した場合、有効になるのは先に書かれた物か後から書かれた物か？
2. 他人に和与（贈与）はしたが、まだ本験（権利書）を渡していない場合、悔返（取消）は可能か？
3. 律令法では子孫がいない場合でも養子縁組を厳しく制限するが、学説は広く容認する方向にある。どちらを採用すべきだろうか？
4. 疎遠になっていた養子の遺産を養父が自分のものとして処分をしても問題は無いのか？
5. 自ら筆記する能力はあるが、他人に譲状の本文を書かせて自らは花押を据えただけの場合、その譲状は有効か？
6. 父母が急病になり、その際に書かれた譲状が文字不分別であった場合、その譲状は有効か？
7. 文字が書けない者（いわゆる非識字者）が他人に譲状の本文を書かせて自らは花押らしきものを据えただけの場合、その譲状は有効か？
8. 譲状は残されているが、その内容が不明確な場合、その内容を無効として戸令（応分条）に基づく分割相続を行っても良いのか？
9. 相続人がいない財産は、喪葬令（戸絶条）に基づいて故人の供養の財源に充てても良いのか？
10. 相続人のいない財産について、喪葬令に従うべきとする説の他に（戸令で相続人とされていない）祖父母が健在の場合には（喪葬令の規定にもかかわらず）悔返が行えるとする説があるがどちらが正しいのか？
11. 法律行為としての署記は一つの行為なのか、それとも「署」と「記」の二つの行為なのか？
12. 子孫が父母の相続権を失うのは、父母から義絶の処分の受けたときか、それとも法律上「不孝」に該当する行いをした時点なのか？
13. 文字が書けない者（非識字者）が画指によって署名をした際に、第三者の証明を必要とするか？
14. 寡婦が養子に迎えることを禁じた律令法の規定は昨今の社会情勢から考えると合わなくなっているのではないか？
15. 僧侶が還俗後に行った婚姻は有効か？
16. 債務者が質入れした土地を放置して弁済を滞らせるケースがあるため、債権者が当該土地を占有して収益から債務の返済を宛てる方法は可能か？

## 背景
徳大寺実基は太政大臣まで務めたことがある人物であるが、嘉禄元年（1225年）から同3年まで検非違使別当を務めて以来法律に深い関心を寄せ、文永元年（1264年）には後深草上皇に対して自ら名例律の進講を行っている。また、文永4年当時はまだ15歳である嫡男の徳大寺公季が検非違使別当に就任しているが、その実務は父の実基の後見の下で行われていたと考えられている。そうした中で、検非違使に届けられることが多い訴訟に関連した法律上の問題について、実基が公季の部下にあたる検非違使尉を兼ねる中原章澄に対して諮問を行って勘申を受けたと考えられている（検非違使庁は民間を含めた六位官人以下の訴訟を扱っていた）。更に実基は章澄の勘申内容を他の検非違使の役人にも見せて確認して貰ったことが奥書にも書かれている。そのため、実基の諮問内容も実際の法令や学説を引用した物が多く、専門家同士のやりとりに近い内容になっている。
徳大寺実基は当時の朝廷の基本方針であった徳政推進に関する積極的な担い手であったと考えられ、中原章澄もその意向を受けて律令法による原則論とそれを遵守しながら現実的な解決論を導き出すことで民事的な訴訟の解決を目指そうとして示した基準が同書の反映されていると考えられている。